# 普夫賴姆德河
49°29′57″N 12°10′38″E / 49.49907156229409°N 12.17710018157959°E

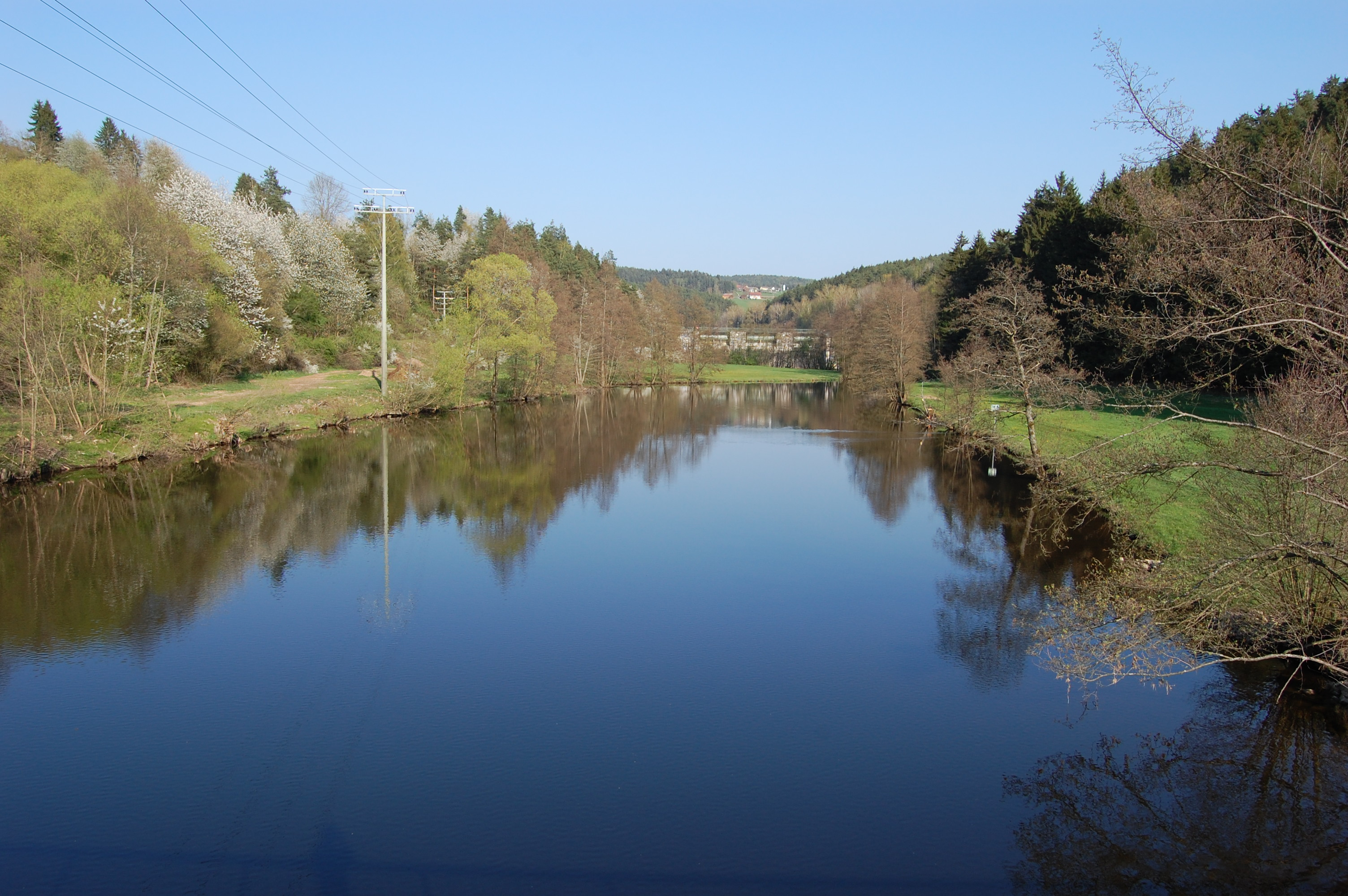
普夫賴姆德河

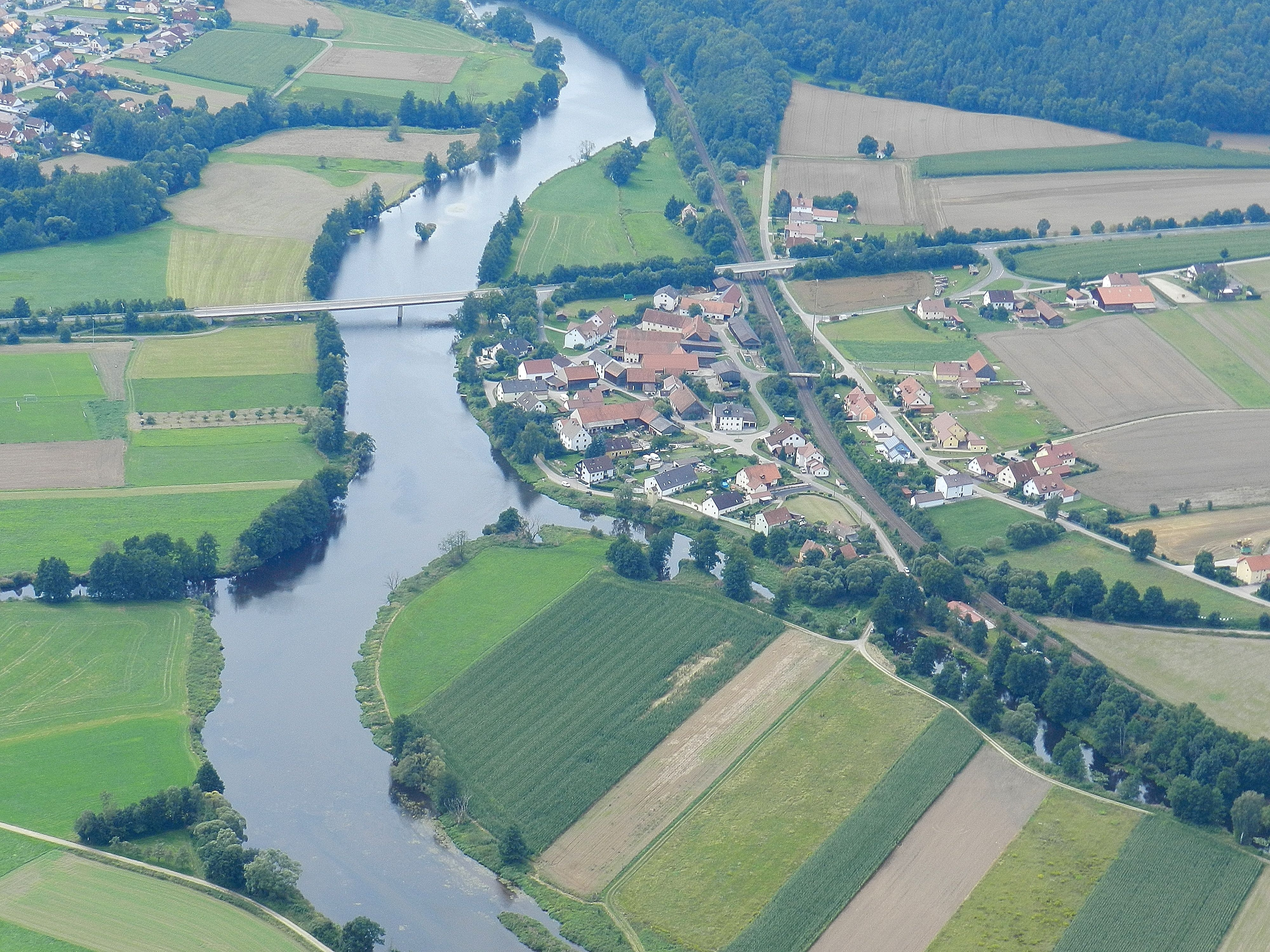
俯瞰

普夫賴姆德河（德語：Pfreimd），是中歐的河流，流經捷克和德國，屬於納布河的左支流，河道全長76.5公里，流域面積595.1平方公里，河口處在普夫賴姆德附近。